# جانشین تخم‌مرغ

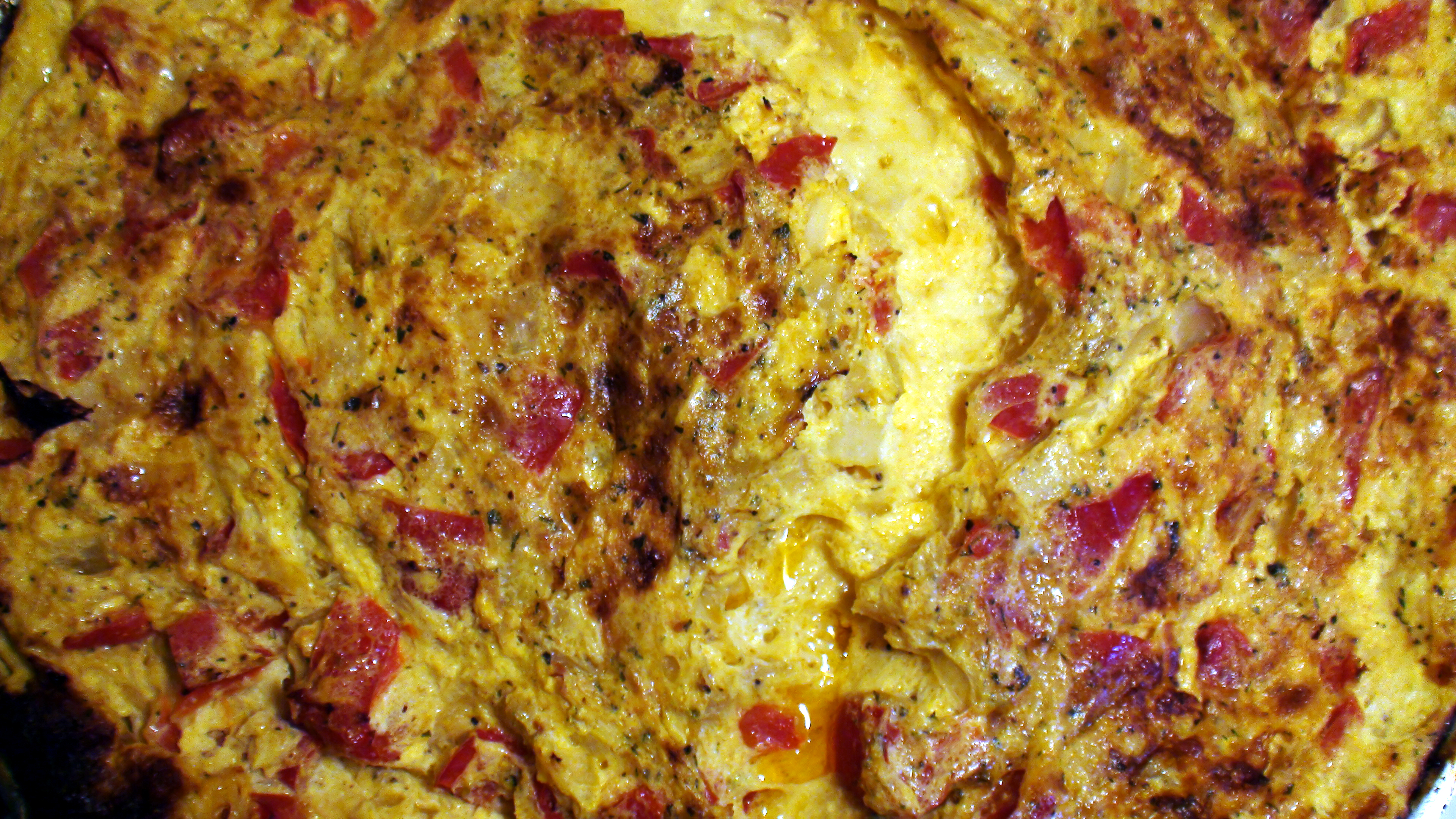
تصویری از یک املت که با استفاده از جانشین تخم‌مرغ آماده شده‌است

جانشین تخم‌مرغ (انگلیسی: Egg substitutes) محصولات غذایی هستند که می‌توانند در آشپزی و پخت تنوری به عنوان جایگزین تخم‌مرغ مورد استفاده قرار گیرند. از دلایل رایجی که یک آشپز ممکن است از جانشین تخم‌مرغ به جای تخم‌مرغ استفاده کند از قبیل حساسیت به تخم‌مرغ، دنبال کردن رژیم غذایی وگان یا گونه ای از رژیم گیاهخواری که در آن از مصرف تخم‌مرغ چشم‌پوشی می‌گردد، دل نگرانی در مورد سطح رفاه جانوران یا پیامدهای زیست‌محیطی کشاورزی در ارتباط با تولید تخم‌مرغ یا دلواپسی در مورد آلودگی نهانی سالمونلا هنگام استفاده از تخم‌مرغ خام می‌باشد. حرکت‌های رو به پیشرفتی برای برطرف سازی برخی از این دل‌نگرانی‌ها توسط تأییدیه خدمات واسطه در حال انجام است ولی به علت وجود برچسب‌های زیاد در این صنعت که باعث سردرگمی یا به‌طور عمد باعث فریب دادن می‌شوند، برخی از مصرف‌کنندگان به آنها اعتماد نمی‌کنند و به جای تخم‌مرغ از جانشین تخم‌مرغ استفاده می‌کنند.